# Röttenbach
Röttenbach er en kommune i Landkreis Erlangen-Höchstadt i Regierungsbezirk Mittelfranken i den tyske delstat Bayern.
Kommunen huser mange pendlere, der har deres arbejde i Erlangen.
Nabokommunerne til Röttenbachs er Adelsdorf, Heßdorf og Hemhofen.